# Українська католицька національна святиня Святої Родини
Український католицький Крайовий Собор Пресвятої Родини — церква УГКЦ, що розташована у Вашингтоні, США за адресою 4250 Harewood Rd. NE.
Наріжний камінь Нижньої церкви був освячений Папою Іваном Павлом II у 1979 році, а Велика Верхня церква Національної святині була завершена у 1999 році.

## Історія
У 1949 році єпископ Костянтин Богачевський призначив першого священика для організації парафії Пресвятої Родини у Вашингтоні, щоби задовільнити духовні потреби українців, які жили у районі Вашингтона. До цього найближчі інші українські парафії були в Балтіморі, Меріленді та Манассасі, штат Вірджинія. За рекомендацією преподобного отця Володимира Возняка, першого пароха, єпископ Богочевський схвалив назву парафії в Вашингтоні як парафії Пресвятої Родини. Отець Возняк пояснив: «Щоб подолати всі труднощі в організації нової парафії та пристосування до переміщених осіб, які прибули до столиці країни, він мав особливу набоженство до Пресвятої Родини — тому і назвали парафію Пресвятої Родини».
Парафія зросла, і протягом наступних 30 років чотири рази змінювала її місце та приміщення, доки нарешті побудувала монументальну церкву на 3 акрах землі, що виходить на римську католицьку (нині Базиліку) Національний собор Непорочного Зачаття. 26 червня 1975 року Митрополит Амвросій Сенишин написав листа тодішньому пароху, преподобному Стівену Шоелю, C.Ss.R. що «Мені було приємно чути, що Пресвята Родина … придбала місце для будівництва нової меморіальної церкви … Отже, ми віримо, що вірні … захочуть побачити в столиці Вашингтона монументальну церкву Божу».
9 листопада 1977 р. Єпископ Василь Лостен, апостольський адміністратор Філадельфійської архиєпархії, писав: «Я цим згодним … називати ваш будівельний проект — „Український католицький національний собор Пресвятої Родини“».
Український католицький національний собор Пресвятої Родини у Вашингтоні стала очевидною присутністю нашої Української католицької церкви у Вашінґтоні. Коли українці відвідують Вашингтон, округ Колумбія, вона стала церквою для всіх. Собор присвячений Пресвятій сім'ї — Ісусові, Марії та Йосифу, і служить місцем поклоніння, паломництва, євангелізації та примирення. Він пропонує відвідувачам можливість глибшого розуміння Української греко-католицької церкви, однієї з 23 східних Католицьких церков sui iuri у повній злуці з Папою Римським, як частиною всесвітньої Католицької церкви. Ця монументальна церква, збудована з допомогою українських католиків у Сполучених Штатах, наочно демонструє нашу віру, спадщину та традиції.

## Цікаві факти
- Купола Українського католицького національного собору видно з точок спостереження Пам'ятника Вашингтону у центрі міста;
- Наріжний камінь святині був благословлений 7 жовтня 1979 року Його Святістю (нині святим) Папою Іваном Павлом;
- Парох церкви Пресвятої Родини, отець Теодор Данізар, у листопаді 1963 року був одним із трьох священників, який очолив похоронну процесію президента Джона Ф. Кеннеді;
- 24 липня 1987 р. на святі відбувся прийом президента Рональда Рейгана на обід.
- у соборі вітали чотирьох найстарших Духовних Отців Української католицької церкви: Його Блаженство, Йосиф Кардинал Сліпий, Блаженніший Мирослав Кардинал Любачівський; Блаженніший Любомир Кардинал Гузар і Блаженніший, Святослав Шевчук.
- Велика кількість католицьких кардиналів, архиєпископів та єпископів відвідали Пресвяту Родину.
- був приходом дочки Верховного суду Воррен Бюргер;
- це парафія дочки колишнього архітектора Капітолію;
- це парафія першої призначеної федеральної судді Сполучених Штатів;
- це парафія першого посла Сполучених Штатів Америки в Україні;
- це парафія трьох українців, які працювали в Пентагоні під час нападу 11 вересня;
- це парафія українського хіміка-гіганта, відомий у всьому світі за його мокрим хімічним аналізом метеоритів і має мінерал, Яросувічіт та астероїд 4320 Ярошевич, названі на його честь;
- це парафія українця, який першим підняв український прапор на Південному полюсі;
- це парафія архітектора Меморіалу Голодомору;
- це парафія українського американця, який, як директор, заснував та очолив першу в Україні програму Корпусу миру;
- перша леді України Марина Порошенко відвідала собор під час посвячення пам'ятника Голодомору;
- декан Богословського факультету та релігієзнавства Католицького університету Америки часто приходить відправляти.[1]